# Jan Kosidowski

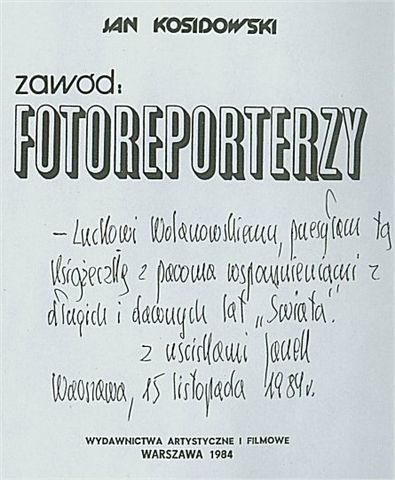
Dedykacja Jana Kosidowskiego w książce Zawód: fotoreporterzy, dla współpracownika z redakcji tygodnika Świat, Lucjana Wolanowskiego – Warszawa, 15 listopada 1984

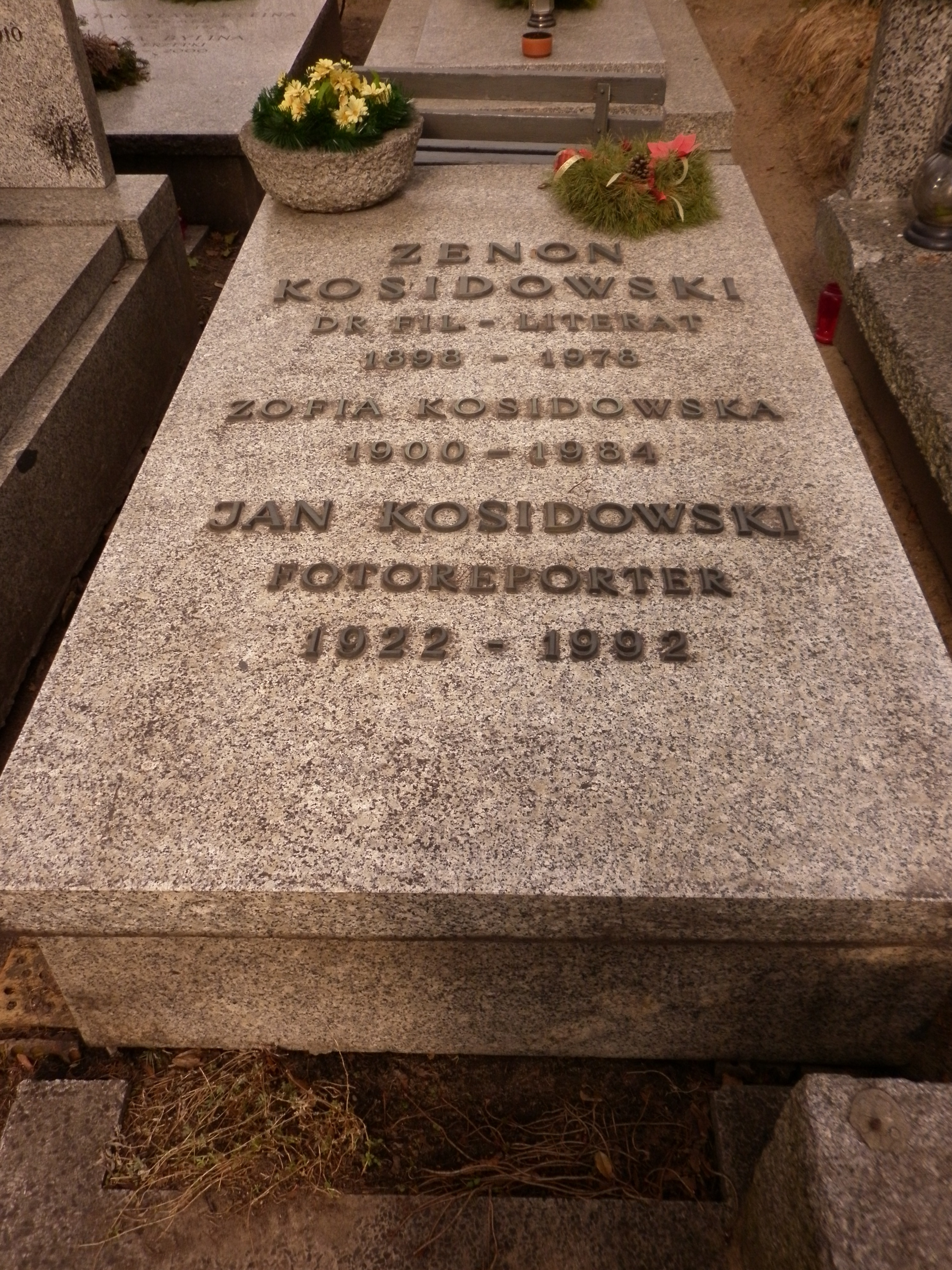
Grób Jana Kosidowskiego na Wojskowych Powązkach

Jan Kosidowski (ur. 1922 w Łodzi, zm. 1992 w Warszawie) – polski artysta fotograf, uhonorowany tytułem Artiste FIAP (AFIAP). Członek rzeczywisty Związku Polskich Artystów Fotografików.

## Życiorys
Syn pisarza Zenona Kosidowskiego. Jeden z najbardziej znanych fotografików po II wojnie światowej, pracował m.in. przez kilkanaście lat w tygodniku Świat, gdzie ukazywały się jego fotoreportaże z Polski i podróży po wielu krajach świata, w których towarzyszył reporterom pisma. Razem ze swymi kolegami z redakcji: Władysławem Sławnym (1907-1991), Konstantym Jarochowskim (1920-1978) i Wiesławem Prażuchem (1925-1992), jest uważany za współtwórcę polskiej szkoły fotoreportażu, charakteryzującej się odejściem od statycznej kompozycji fotografii na rzecz dynamicznych ujęć na gorąco, inspirowanych działalnością grupy Magnum oraz fotoreportażami publikowanymi w zagranicznych tygodnikach ilustrowanych Life i Paris Match.
W 1958 roku został przyjęty w poczet członków rzeczywistych Związku Polskich Artystów Fotografików. W 1963 roku został uhonorowany tytułem Artiste FIAP (AFIAP), nadanym przez Międzynarodową Federację Sztuki Fotograficznej FIAP. W 1984 ukazały się jego wspomnienia pt. Zawód: fotoreporterzy (Wydawnictwa Artystyczne i Filmowe 1984).
Pochowany na Cmentarzu Wojskowym na Powązkach w Warszawie (kw. B35-7-9).